# Décembre 1902

## Événements
- 8 décembre [1] : le Comité consultatif de défense des Colonies, présidé par le ministre Gaston Doumergue, décide la création de « réserves indigènes » pour former une force militaire capable d’appuyer la France en cas de guerre.

- 10 décembre, Égypte : inauguration du premier barrage d'Assouan en Haute-Égypte. C'est l'un des plus grands barrages au monde. Il assure la régulation des eaux du Nil, la navigation, et un apport important en électricité.

- 16 décembre, Turkestan : un tremblement de terre fait environ 4 000 morts.

- 23 décembre, Maroc : victoire du chef insurgé Rogui Bou Hmara sur les troupes du sultan du Maroc, Moulay Abdel Aziz.

- 30 décembre, Maroc : le gouvernement espagnol de Francisco Silvela est prêt à envahir le Maroc ; plusieurs navires de guerre sont rassemblés devant Tanger.

## Naissances
- 3 décembre : Goldia O'Haver, infirmière américaine († 30 avril 1997).
- 10 décembre : Langston Hughes, écrivain américain († 22 mai 1967).
- 21 décembre : Marcel Bidot, coureur cycliste français († 26 janvier 1995).
- 22 décembre : Tava Colo, supercentenaire française, À la mort de Chiyo Miyako le 22 juillet 2018, elle devient la principale candidate au titre de doyenne de l'humanité († 1er mai 2021).
- 28 décembre : Shen Congwen, écrivain chinois († 1988).
- 29 décembre :
  - Marceau Verschueren dit V. Marceau, accordéoniste et compositeur français († 22 octobre 1990).
  - Nels Stewart, joueur de hockey sur glace († 21 août 1957).

## Décès
- 7 décembre : Pierre-Paul Dehérain, économiste français, académicien, né en 1830.
- 8 décembre : Paul Hautefeuille, minéralogiste français, académicien, né en 1836.
- 11 décembre : Matthias Hohner, fabricant allemand d'instruments de musique.
- 17 décembre : Cyrille Besset, peintre français (° 4 mars 1861).